# Eilema brunnea
Eilema brunnea är en fjärilsart som beskrevs av Moore 1878. Eilema brunnea ingår i släktet Eilema och familjen björnspinnare. Inga underarter finns listade i Catalogue of Life.